# 映像企画
株式会社映像企画（えいぞうきかく、英称：eizokikaku）は、讀賣テレビ放送の関連子会社であり、テレビ番組の制作・技術・編集の業務を行う映像総合プロダクションである。
2011年2月1日、同じ讀賣テレビ放送の関連子会社であるよみうりテレビ映像・サウンドエフェクトと統合し、ytv Nextryを設立した。

## 会社概要

### 本社等の所在地
- 本社 - 大阪市都島区片町2-2-40 大発ビル
- 編集センター・エッグ - 大阪市中央区城見2-2-53 大阪東京海上日動ビルB1階

### 関連会社
- 讀賣テレビ放送（株）
- （株）読売テレビエンタープライズ
- （株）よみうり文化センター
- （株）サウンドエフェクト
- （株）よみうりテレビサービス
- （株）よみうりテレビ映像
- （株）ワイズビジョン
- （株）エイデック
- （株）デジタルウェーブ

## 主な実績
（特に記述がない場合はytv）

### 制作・技術協力番組

#### 廃止時点
- ズームイン!!SUPER
- 朝生ワイド す・またん!
- 情報ライブ ミヤネ屋
- かんさい情報ネットten!
- ウェークアップ!ぷらす
- あさパラ!
- 大阪ほんわかテレビ
- たかじんのそこまで言って委員会
- 鳥人間コンテスト選手権大会
- プロ野球オールスタースポーツフェスティバル
- 島田紳助がオールスターの皆様に芸能界の厳しさ教えますスペシャル!
- ベストヒット歌謡祭
- Jリーグセレッソ大阪ホームゲーム中継（スカイパーフェクTV!　親会社・読売テレビのアナウンサーが実況を担当する試合があるが、「協力・読売テレビ」の字幕は表示されない）
- ビートップスでお買物
- サンデー・ドクター
- ピーチ流!
- MONOモノ倶楽部
- おはよう朝日です（ABC）

#### 過去
- ズームイン!!朝!
- テレビドクター
- 2時のワイドショー
- これが問題!土曜8時
- 週刊トラトラタイガース
- きんきTODAY
- ニュースワイド TODAY
- 大阪発プラス1
- ニューススクランブル
- EXテレビ
- ウェークアップ!
- おはようニュースマガジン
- Beアップル2時!
- BLT
- キスだけじゃイヤッ!
- 元気モンTV
- あさイチ!
- あさイチ!relax
- 情報満載 ひるまで!すっぴん!
- なるトモ!
  - もうスグ!なるトモ!
- ウラナオ
- ゲツキン!
- オモシロ好奇心☆どろんぱ!
- 激テレ★金曜日
- BRAVO!
- 全日本有線放送大賞
- ALL JAPANリクエストアワード
- ブラマヨ・チュートのまる金TV
- 今夜はシャンパリーノ
- 極上の散歩道
- SUPER SUPPRISE・木曜日「怒っと（どっと）JAPAN」
- アタック!真理ちゃん（TBS）

### 編集協力番組

#### 廃止時点
- 吉本特別興行
- マヨブラジオ
- ピーチ流!
- MONOモノ倶楽部
- グッと!地球便
- 超〜お得発見マガジン 小枝のスゴ得
- ウェークアップ!
- ビートップスでお買物
- おはよう朝日です
- サンデー・ドクター

#### 過去
- なるトモ! 金曜日
- ウラナオ
- ブラマヨ・チュートのまる金TV
- 大キングコング 情熱!しゃべり隊!!
- 林ん家の台所（ABCテレビ）
- 映画の窓
- レースガイド
- マヨブラ流
- 極上の散歩道

### CM／PR
企業CM
- 福屋工務店『錦野旦編』
- 神戸屋 食パン『湯種』紹介
- 髙島屋『バーゲンロード』
- 犬鳴山温泉不動口館
- ヤシロ 大阪メモリアルパーク

官公庁のPRビデオ
- 国土交通省『青谷羽合道路』の記録
- 大阪市『子育ていろいろ相談センター』紹介
- 西宮市『まるごと市政』
- 阪神道路公団『快適にご利用いただくために』
- 生駒市 第4次総合計画紹介

学校紹介ビデオ
- 同志社女子中学、高校
- 近畿大学付属高校
- 大阪学院大学
- 樟蔭東高校
- 南京都高校